# 이란 이슬람 공화국 정보부

이란 이슬람 공화국 정보부(Ministry of Intelligence,  로마자 표기: Vezarat-e Ettela'at Jomhuri-ye Eslami-ye)는 이란 이슬람 공화국의 주요 정보기관이자 이란 정보 공동체의 회원이다. VAJA, VEVAK(Vezarat-e Ettela'at va Amniyat-e Keshvar), MOIS라고도 하며, 팔라비 왕조의 정보 기관인 사바크(SAVAK)를 인수한 후 처음에는 SAVAMA라는 이름을 사용했다. 사역은 국내외 업무 특성상 이란의 세 가지 "주권" 장관 기관 중 하나이다.

## 같이 보기
- 사바크